# ソフトサイエンス
ソフトサイエンス（英: soft science）とは、将来を予測し、計画するために必要な手法のこと。目に見えない技術とも言われる。また、問題を解決したり、人間や自然、社会の要求を実現するために、既存のあるいは手持ちの学問手段をどう組み合わせて使うかを考えて体系化したものである。ハードサイエンスは数量化できないものも可能な限り数量化しようとしたり、数量化できるものだけを対象に考えるのに対して、ソフトサイエンスでは価値観など数量化できないものを重要な対象とする。
ソフトサイエンスという言葉は日本では科学技術会議で1971年4月に出された第5号答申において公式の場に初めて現れたとされるが、科学技術庁計画局で1970年5月に立ち上げられた「ソフトサイエンス研究会」による1年にわたる検討が元となっている。また、同年9月には科学技術庁で「ソフトサイエンス総合研究所」創設のための概算要求を行っている。科学技術白書には昭和47年版から登場し、以後、白書では、昭和62年版まで「ソフトサイエンス」を題に掲げた項目を設け続けた。昭和62年度に科学技術振興調整費により「ソフト系科学技術の研究開発の現状及び今後の展開方向についての調査」を実施したことを契機に、ソフトサイエンスの研究開発及び活用状況の把握を進めるようになった。技術予測やテクノロジーアセスメントの文脈の中で固定化された「ソフトサイエンス」を脱し、科学技術の振興という新たな目標の下で、改めてソフトサイエンスの展開を図っていこうという試みである。
科学技術庁がまとめた概念図によれば、ソフトサイエンスの基礎理論としては社会工学、安全工学、交通工学、行動科学、社会生態学、生体工学、ゲーム理論、教育工学、待ち合わせ理論、情報理論、システム工学、学習理論、オートマトン理論、教理言語学、制御工学、サイバネティックスがある。また、基礎的手法はOR、システム分析、ゲーミング、デルファイ法、関連樹木法、シナリオライティング、フィードバック手法、PERT・CPM、シミュレーション、マトリックス法、最小二乗法、外挿法、LP・DPがある。総合的手法として、計画、予測、評価、分析、管理手法が挙げられている。ただし、ソフトサイエンスが注目されるきっかけとしては、技術予測やテクノロジーアセスメントの登場が大きいとされる。